# Skye Vink
Skye Vink (Amsterdam, 1 juli 2006) is een Nederlands voetballer die doorgaans aanvaller speelt. Hij tekende in 2023 zijn eerste profcontract met AFC Ajax.
Vink maakte zijn debuut in het betaald voetbal voor Jong Ajax. Dit deed hij op 25 augustus 2023 in de 4-2 verloren uitwedstrijd tegen SC Cambuur. Hij mocht in de basis starten, maar werd in minuut 23 gewisseld voor Nassef Chourak.
Vink is de zoon van oud-voetballer Marciano Vink.